# Тироксин

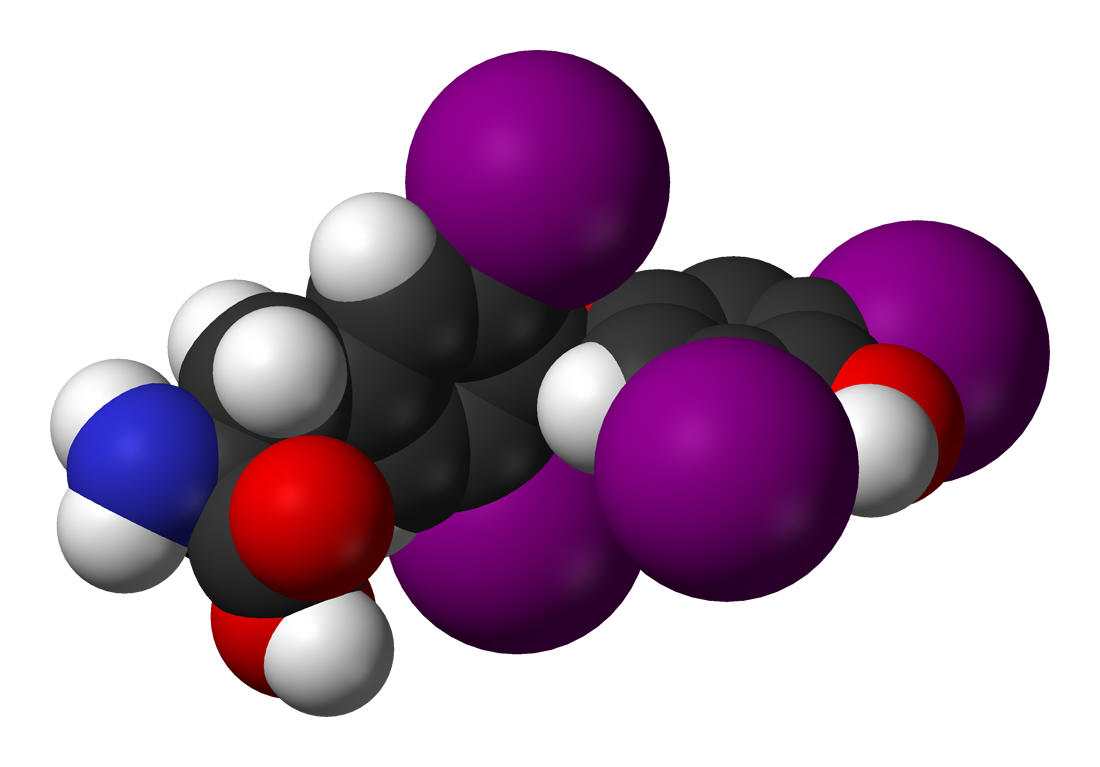
Модель молекули тироксину

Тироксин (3,5,3',5'-тетрайодтиронін) — основний гормон, що синтезують фолікулярні клітини щитоподібної залози.

## Синтез
Синтезується йодуванням амінокислоти тирозину та окислювального конденсування 2 молекул дийодтирозину з відщепленням аланіну. Тироксин вивільняється при ферментативному розщепленні тиреоглобуліну. Потрапляючи у кров, знов з'єднується з білками плазми (транстиретін, тироксинзв'язувальний глобулін, альбумін). Зв'язаний тироксин перебуває у стані рухомої рівноваги з вільним, який потрапляє до клітин шляхом дифузії та проявляє свою фізіологічну дію.

## Біологічна дія
У земноводних та деяких кісткових риб (вугрі, камбалоподібні) тироксин стимулює метаморфоз; у людини та теплокровних тварин підвищує інтенсивність обміну речовин та підвищує температуру тіла, впливає на проліферацію та формування тканин.
На ізольованих мітохондріях доведено, що тироксин у великих концентраціях спричиняє розлад окислювального фосфорилювання, внаслідок чого енергія потоку електронів не запасається у вигляді молекул АТФ, а розсіюється у вигляді тепла. Дію тироксину на ферменти окислювального фосфорилювання пов'язують з його здатністю зв'язувати іони металів, що необхідні для активності цих ферментів.

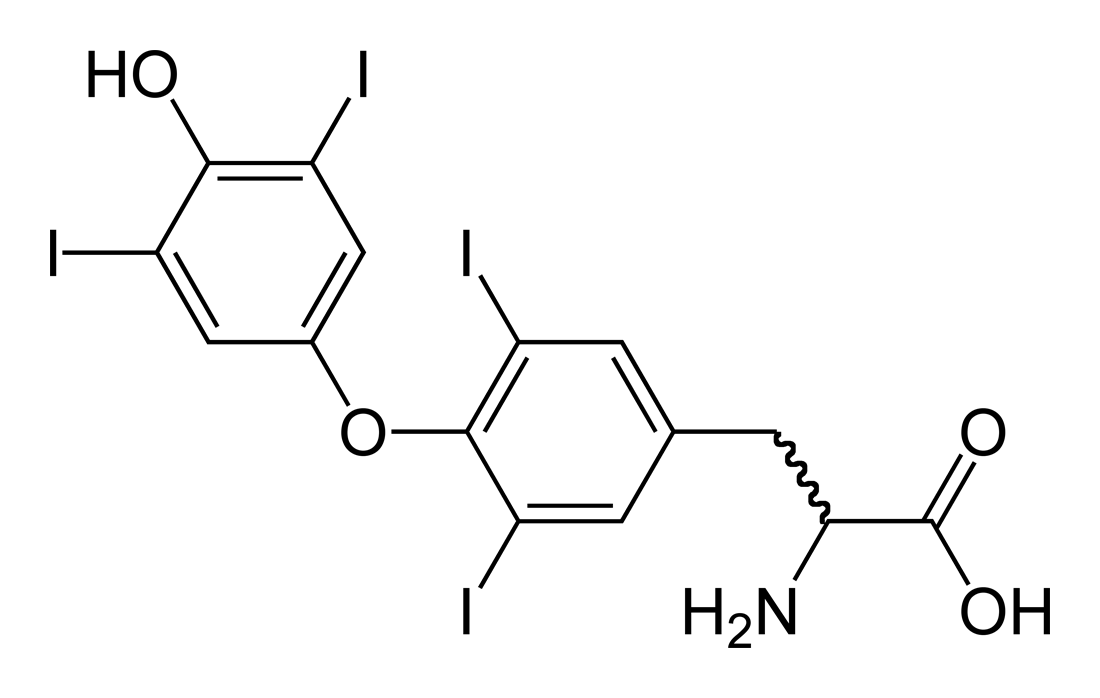
Структурна формула тироксину

## Регуляція
Синтез та секреція тироксину регулюється за допомогою тиреотропного гормону, що виробляється гіпофізом. Крім того на синтез тироксину впливають фактори зовнішнього середовища: температура, стрес, наявність в їжі йоду тощо. Порушення балансу тироксину в організмі призводить до різноманітних захворювань (гіпертиреоз, гіпотиреоз, зоб дифузний токсичний, кретинізм, мікседема). В регіонах з природною недостачею йоду у продуктах, щоб уникнути захворювань щитоподібної залози здійснюють штучне йодування продуктів, зокрема солі.